# Јавне куће у Лесковцу
Јавне куће у Лесковцу биле су посебна врста објекта у првој половини 20. века у којима су поред угоститељских јавно пружане и сексуалне услугe за новац или другу материјалну надокнаду. Данас је мало позната чињеница да су услуге овог најстаријег заната на свету у Лесковцу пружане у више десетина јавних кућа и куплер кафана.
Највећи број њих се налазио на постору од Кудљене до Дрвене пијаце, тј. од данашње Поште до Ватрогасног дома, али само испред појединих је горео чувени црвени фењер.
Један од црвених фењера налазио се пред кафаном "Америка". Сама кафана налазила се на месту данашњих локала код Шоп Ђокићеве куће, њен најпознатији закупац био је Драги Стојиљковић звани Дунија. У приземљу „Америке” налазила се кафана док су на спрату у собама биле лоциране сексуалне раднице које су дочекивале муштерије. Муштерије би прво платиле газди да би се попели на спрат, на коме су могли да бирају између неколико девојака.
Због природе посла сексуалне раднице су редновно ишле на прегледе код лекара, а извештај о здравсвтвеном стању давале су газди јер је Драги Дунија био веома строг по питању здравља. Клијенти су често захтевали промене, па је Драги сексуалне раднице мењао на свака два месеца.
Куплерај су током дана посећивала млађа клијентела док је старија захтевала дискрецију вечери.
Драги Дунија стрељан је грешком од стране партизана у селу Брза 1942. године. Кафана је престала са радом после савезничког бомбардовања 1944. године.